# Robert Andersson (Fußballspieler)
Robert Andersson (* 22. August 1971) ist ein ehemaliger schwedischer Fußballspieler. Der Stürmer, der jeweils den schwedischen Meistertitel und Landespokal gewann, bestritt 1995 ein Länderspiel für die schwedische Nationalmannschaft.

## Werdegang
Andersson begann mit dem Fußballspielen bei Torups BK, ab 1991 stand er bei Halmstads BK unter Vertrag. Dort debütierte er 1992 nach dem Abstieg aus der Allsvenskan in der zweiten Liga, wo er als Ergänzungsspieler mit einem Tor in zehn Ligaspielen als Einwechselspieler zum Wiederaufstieg beitrug. In der höchsten Spielklasse etablierte er sich als Stammspieler und war ein torgefährlicher Angreifer. Nachdem er in der Spielzeit 1994 zehn Tore erzielt hatte, nominierte ihn Nationaltrainer Tommy Svensson im April 1995 für ein Länderspiel gegen Ungarn im Rahmen der Qualifikation zur Europameisterschaft 1996. Als Einwechselspieler für Håkan Mild debütierte er in der Auswahlmannschaft bei einem 0:1-Rückstand durch ein Tor von Halmai Gábor, um die Offensive zu stärken, blieb aber ebenso wie seine Mannschaftskameraden ohne Torerfolg. Dies blieb sein einziger Länderspieleinsatz, wenngleich er bis zum Saisonende elf Tore erzielt und mit dem Klub durch einen 3:1-Endspielerfolg gegen AIK an der Seite von Torbjörn Arvidsson, Peter Vougt, Håkan Svensson, Jesper Mattsson, Niclas Alexandersson und Niklas Gudmundsson den Landespokal gewonnen hatte.
Im Sommer 1997 wechselte Andersson innerhalb der Allsvenskan zu IFK Göteborg, mit einer Transfersumme von 7,5 Millionen Kronen seinerzeit der teuerste Spieltransfer innerhalb Schwedens. Während sein bisheriger Klub zum Saisonende den Meistertitel gewann, belegte er mit dem Göteborger Klub den zweiten Tabellenrang. Nach einem Trainerwechsel von Mats Jingblad zu Reine Almqvist während der Spielzeit 1998 kam er nicht mit dem neuen Betreuer zurecht und wechselte im Sommer des Jahres zum griechischen Klub Iraklis Thessaloniki ins Ausland. Hier blieb sein Aufenthalt jedoch mit sieben Ligaspielen ohne Treffer erfolglos, so dass er nach nur einem halben Jahr im Winter bereits wieder nach Schweden zurückkehrte.
Anfang 1999 schloss sich Andersson erneut Halmstads BK an, wo er direkt zum Stammspieler avancierte. In der Spielzeit 2000 trug er mit neun Saisontoren zum Gewinn des Meistertitels bei. 2003 verließ er den Klub, um seine aktive Laufbahn nach 227 Spielen in der Allsvenskan mit 70 Toren beim Amateurklub BK Astrio ausklingen zu lassen.